# Bundestag

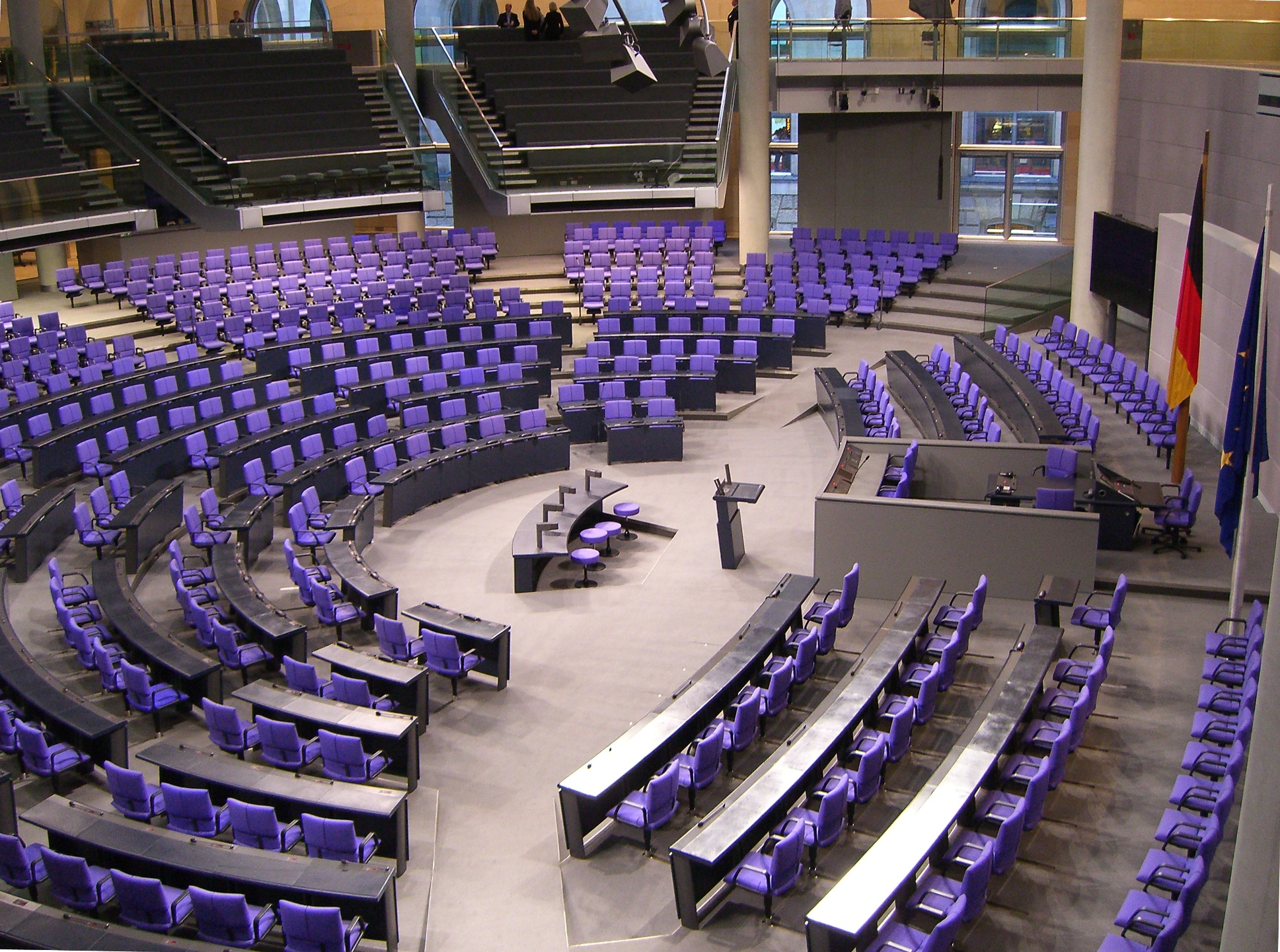
A Bundestag plenáris ülésterme

A Bundestag a Németországi Szövetségi Köztársaság parlamentjének alsóháza. Székhelye Berlinben, a Reichstag épületében van. A német politikai rendszerben az egyetlen olyan alkotmányos szerv, amelyet a Szövetségben a nép közvetlenül választ. 630 tagja van, jelenlegi elnöke Julia Klöckner (CDU).
A Bundestagnak számos feladata van: a legfontosabb a jogalkotási funkció, vagyis megteremti a szövetségi törvényeket és módosítja az alkotmányt. Ez gyakran a Bundesrat bevonását igényli. 
Jóváhagyja a nemzetközi megállapodásokat, valamint elfogadja a szövetségi költségvetést.
A választási jogkör részeként megválasztja a szövetségi kancellárt (Bundeskanzler), a szövetségi elnököt (Bundespräsident), a szövetségi bírákat, és más, kulcsfontosságú intézményeket.
Szintén az alsóház gyakorolja a parlamenti ellenőrzést a szövetségi kormány (Bundesregierung) felett, továbbá felügyeli a szövetségi hadsereg, a Bundeswehr bevetését.
Politikailag jelentős a nyilvánossági funkció is, tehát kifejezi a nép akaratát, tájékoztatja a lakosságot.

## Választások
A választási alapelvek szerint a képviselőket lokalizált (megszemélyesített) arányos rendszerben, általános, egyenlő, közvetlen és titkos szavazással választják. Minden választónak két szavazata van, egyet a 299 egymandátumos körzet egyikében a egyéni jelöltre, egyet pedig egy tartományi pártlistára adhat le. Az egyéni körzetekben a legtöbb szavazatot (relatív többség) kapott jelölt szerez mandátumot (győztes mindent visz), a listás ágról a pártok az elért szavazatarányuknak megfelelően kaphatnak mandátumot. 
A rendszer vegyes jellege ellenére teljesen arányos. Ezt úgy éri el, hogy a végső parlamenti mandátumokat a pártlistákra leadott szavazatok arányában osztja szét. Minden párt annyi listás mandátumot kaphat, amennyi a pártlistákra leadott szavazati aránya alapján járó helyek, és az egyéni körzetekben már biztosan elnyert helyek különbsége. Tehát ha például 100 hely lenne összesen, és ebből 50 egyéni körzetekben, 50 pedig listákon kerülne kiosztásra akkor A párt 45%-os listás eredménnyel összesen 45 helyre lenne jogosult a parlamentben.
Ha A párt 40 egyéni körzetet tudott nyerni akkor a 45%-hoz már csak 5 listás hely jár neki. Ha pont 45 egyéni körzetet nyerne meg, akkor a listás ágról nem kapna mandátumot. Korábban a Bundestag méretét növelték az arányosság biztosítására abban az esetben, ha egyes pártok egyéniben "túlnyerték" magukat, de a 2025-ös választással kezdődően a mandátumok száma fix, és ilyen esetben a pártokból egyéni mandátumokat "vennének el", pontosabban nem adnának ki.

## Törvényalkotás
A Szövetségi Gyűlésben (Bundesversammlung) a képviselőknek, a szövetségi kormánynak (Bundesregierung) és a Szövetségi Tanácsnak (Bundesrat) van joga törvényt kezdeményezni.
A tervezetet egy képviselőcsoportnak, vagy a képviselők minimum 5%-ának támogatnia kell. A javaslatot az alkotmány (Grundgesetz) 77. cikkelyével összhangban megvitatják, majd elfogadják vagy elutasítják. Amennyiben ratifikálják, véleményezésre elküldik a felsőháznak. Általában azonban egy törvénytervezetet a szövetségi kormány először is átad a Bundesratnak, amelyet a testület megvitat. Ezzel az állásfoglalással és az ellenjegyzéssel együtt a javaslatot a kormány átküldi a Bundestagnak. (Ugyanez fordítva, a Szövetségi Tanácsból kiindulva is megtörténhet.)
Ha egy törvény esetében a Bundestag határozott, szükséges a Szövetségi Tanács további közreműködése, amely ezzel jön létre. A Szövetségi Tanács hozzájárulhat hozzájárulhat egy törvényhez vagy ellenvetést tehet. Egy jogszabály elutasítását a Bundestag azonban leszavazhatja.

## Pártok a Bundestagban

A pártok képviselőcsoportjainak megoszlása
Kormánykoalíció (416)
Ellenzék (320)

## A Bundestag elnökei
| Név                | Élt       | Hivatali idő                            | Párt |
| ------------------ | --------- | --------------------------------------- | ---- |
| Erich Köhler       | 1892–1958 | 1949. szeptember 7. – 1950. október 18. | CDU  |
| Hermann Ehlers     | 1904–1954 | 1950. október 19. – 1954. október 29.   | CDU  |
| Eugen Gerstenmaier | 1906–1986 | 1954. november 16. – 1969. január 31.   | CDU  |
| Kai-Uwe von Hassel | 1913–1997 | 1969. február 5. – 1972. december 13.   | CDU  |
| Annemarie Renger   | 1919–2008 | 1972. december 13. – 1976. december 14. | SPD  |
| Karl Carstens      | 1914–1992 | 1976. december 14. – 1979. május 31.    | CDU  |
| Richard Stücklen   | 1916–2002 | 1979. május 31. – 1983. március 29.     | CSU  |
| Rainer Barzel      | 1924–2006 | 1983. március 29. – 1984. október 25.   | CDU  |
| Philipp Jenninger  | 1932–2018 | 1984. november 5. – 1988. november 11.  | CDU  |
| Rita Süssmuth      | 1937–     | 1988. november 25. – 1998. október 26.  | CDU  |
| Wolfgang Thierse   | 1943–     | 1998. október 26. – 2005. október 18.   | SPD  |
| Norbert Lammert    | 1948–     | 2005. október 18. – 2017. október 24.   | CDU  |
| Wolfgang Schäuble  | 1942–2023 | 2017. október 24. – 2021. október 26.   | CDU  |
| Bärbel Bas         | 1968–     | 2021. október 26. – 2025. március 25.   | SPD  |
| Julia Klöckner     | 1972–     | 2025. március 25. –                     | CDU  |

## A Bundestag elnökségének tagjai
| Ciklus    | Elnök                                                              | CDU/CSU                                                                               | SPD                                                                            | PDS/ Die Linke       | Bündnis 90/ Die Grünen | FDP                                                         | További frakciók                    |
| --------- | ------------------------------------------------------------------ | ------------------------------------------------------------------------------------- | ------------------------------------------------------------------------------ | -------------------- | ---------------------- | ----------------------------------------------------------- | ----------------------------------- |
| 1949–1953 | Erich Köhler (CDU) (1950-ig) Hermann Ehlers (CDU) (1950-től)       |                                                                                       | Carlo Schmid                                                                   |                      |                        | Hermann Schäfer                                             | FVP/DP                              |
| 1953–1957 | Hermann Ehlers (CDU) (1954-ig) Eugen Gerstenmaier (CDU) (1954-től) | Richard Jaeger (CSU)                                                                  | Carlo Schmid                                                                   |                      |                        | Ludwig Schneider (1956-ig) Max Becker (1956-tól)            | Ludwig Schneider (1956-tól)         |
| 1957–1961 | Eugen Gerstenmaier (CDU)                                           | Richard Jaeger (CSU)                                                                  | Carlo Schmid                                                                   |                      |                        | Max Becker (1960-ig) Thomas Dehler (1960-tól)               | Victor-Emanuel Preusker (1958–1960) |
| 1961–1965 | Eugen Gerstenmaier (CDU)                                           | Richard Jaeger (CSU)                                                                  | Carlo Schmid Erwin Schoettle                                                   |                      |                        | Thomas Dehler                                               |                                     |
| 1965–1969 | Eugen Gerstenmaier (CDU) (1969-ig) Kai-Uwe von Hassel (CDU) (1969) | Richard Jaeger (CSU) (1965-ben és 1967-től) Maria Probst (CSU) (1965–1967)            | Carlo Schmid (1966-ig) Karl Mommer (1966-tól) Erwin Schoettle                  |                      |                        | Thomas Dehler (1967-ig) Walter Scheel (1967-től)            |                                     |
| 1969–1972 | Kai-Uwe von Hassel (CDU)                                           | Richard Jaeger (CSU)                                                                  | Carlo Schmid Hermann Schmitt-Vockenhausen                                      |                      |                        | Liselotte Funcke                                            |                                     |
| 1972–1976 | Annemarie Renger (SPD)                                             | Kai-Uwe von Hassel (CDU) Richard Jaeger (CSU)                                         | Hermann Schmitt-Vockenhausen                                                   |                      |                        | Liselotte Funcke                                            |                                     |
| 1976–1980 | Karl Carstens (CDU) (1979-ig) Richard Stücklen (CSU) (1979-től)    | Richard Stücklen (CSU) (1979-ig) Richard von Weizsäcker (CDU) (1979-től)              | Annemarie Renger Hermann Schmitt-Vockenhausen (1979-ig) Georg Leber (1979-től) |                      |                        | Liselotte Funcke (1979-ig) Richard Wurbs (1979-től)         |                                     |
| 1980–1983 | Richard Stücklen (CSU)                                             | Richard von Weizsäcker (CDU) (1981-ig) Heinrich Windelen (CDU) (1981-től)             | Annemarie Renger Georg Leber                                                   |                      |                        | Richard Wurbs                                               |                                     |
| 1983–1987 | Rainer Barzel (CDU) (1984-ig) Philipp Jenninger (CDU) (1984-től)   | Richard Stücklen (CSU)                                                                | Annemarie Renger Heinz Westphal                                                |                      |                        | Richard Wurbs (1984-ig) Dieter-Julius Cronenberg (1984-től) |                                     |
| 1987–1990 | Philipp Jenninger (CDU) (1988-ig) Rita Süssmuth (CDU) (1988-tól)   | Richard Stücklen (CSU)                                                                | Annemarie Renger Heinz Westphal                                                |                      |                        | Dieter-Julius Cronenberg                                    |                                     |
| 1990–1994 | Rita Süssmuth (CDU)                                                | Hans Klein (CSU)                                                                      | Helmuth Becker Renate Schmidt                                                  |                      |                        | Dieter-Julius Cronenberg                                    |                                     |
| 1994–1998 | Rita Süssmuth (CDU)                                                | Hans Klein (CSU) (1996-ig) Michaela Geiger (CSU) (1997-től)                           | Hans-Ulrich Klose                                                              |                      | Antje Vollmer          | Burkhard Hirsch                                             |                                     |
| 1998–2002 | Wolfgang Thierse (SPD)                                             | Rudolf Seiters                                                                        | Anke Fuchs                                                                     | Petra Bläss          | Antje Vollmer          | Hermann Otto Solms                                          |                                     |
| 2002–2005 | Wolfgang Thierse (SPD)                                             | Norbert Lammert                                                                       | Susanne Kastner                                                                |                      | Antje Vollmer          | Hermann Otto Solms                                          |                                     |
| 2005–2009 | Norbert Lammert (CDU)                                              | Gerda Hasselfeldt (CSU)                                                               | Wolfgang Thierse Susanne Kastner                                               | Petra Pau (2006-tól) | Katrin Göring-Eckardt  | Hermann Otto Solms                                          |                                     |
| 2009–2013 | Norbert Lammert (CDU)                                              | Gerda Hasselfeldt (CSU) (2011-ig) Eduard Oswald (CSU) (2011-től)                      | Wolfgang Thierse                                                               | Petra Pau            | Katrin Göring-Eckardt  | Hermann Otto Solms                                          |                                     |
| 2013–2017 | Norbert Lammert (CDU)                                              | Peter Hintze (CDU) (2016-ig) Michaela Noll (CDU) (2017-től) Johannes Singhammer (CSU) | Edelgard Bulmahn Ulla Schmidt                                                  | Petra Pau            | Claudia Roth           |                                                             | AfD                                 |
| 2017–2021 | Wolfgang Schäuble (CDU)                                            | Hans-Peter Friedrich (CSU)                                                            | Thomas Oppermann                                                               | Petra Pau            | Claudia Roth           | Wolfgang Kubicki                                            | [ * 5 ]                             |
| 2021–2025 | Bärbel Bas (SPD)                                                   | Yvonne Magwas                                                                         | Aydan Özoğuz                                                                   | Petra Pau            | Katrin Göring-Eckardt  | Wolfgang Kubicki                                            | –                                   |

1. ↑  A 14. ciklusban (1998–2002): PDS; a 16. ciklustól (2005): Die Linke.
2. 1 2 3  Ludwig Schneider 1956-ban kilépett az FDP-ből, és az újonnan alapított Freie Volkspartei (FVP) tagja lett, ami 1957-ben összeolvadt a Deutsche Partei (DP) párttal. Schneider kilépése után az FDP képviselőjeként Max Beckert is az elnökség tagjává választották.
3. ↑  1958. április 23-án Victor-Emanuel Preuskert a DP jelöltjeként negyedik alelnökké választották. 1960. július 1-én Preusker kilépett a DP-ből, és 1960. szeptember 20-án belépett a CDU-ba. 1960. október 4-én megvált alelnöki tisztségétől.
4. ↑  A 16. ciklusban a Baloldali Párt jelöltje,
 Lothar Bisky négy választási fordulóban sem érte el az alelnökséghez szükséges többséget. Ezután a frakció a neki járó alelnöki tisztséget betöltetlenül hagyta. 2006. április 7-én végül Petra Pau megválasztásával mégis lett a párthoz tartozó alelnök.
5. ↑  A 19. ciklus alakuló ülésén az AfD jelöltje, Albrecht Glaser három fordulóban sem érte el az alelnökséghez szükséges többséget. Az AfD-frakciónak járó alelnöki poszt így egyelőre betöltetlen.

## Fordítás
- Ez a szócikk részben vagy egészben  a   Deutscher Bundestag című német Wikipédia-szócikk ezen változatának fordításán alapul.  Az eredeti cikk szerkesztőit annak laptörténete sorolja fel. Ez a jelzés csupán a megfogalmazás eredetét és a szerzői jogokat jelzi, nem szolgál a cikkben szereplő információk forrásmegjelöléseként.
- Ez a szócikk részben vagy egészben  a   Präsident des Deutschen Bundestages című német Wikipédia-szócikk ezen változatának fordításán alapul.  Az eredeti cikk szerkesztőit annak laptörténete sorolja fel. Ez a jelzés csupán a megfogalmazás eredetét és a szerzői jogokat jelzi, nem szolgál a cikkben szereplő információk forrásmegjelöléseként.